# 生活书店
生活书店，于1932年7月1日在上海创建。由邹韬奋在《生活》周刊社书报代办部的基础上创办的，以“努力为社会服务，竭诚谋读者便利”为宗旨，将“促进文化、服务社会”作为生活书店努力的总原则。在1930－1940年代，生活书店出版了许多有价值的图书、期刊，经过十多年独立经营，在出版界、读书界树立了极高的声誉。抗战胜利后，根据形势发展需要，与新知书店、读书生活出版社等3家进行联合，后又于1948年10月全面合并，成立了「生活·读书·新知三联书店」。

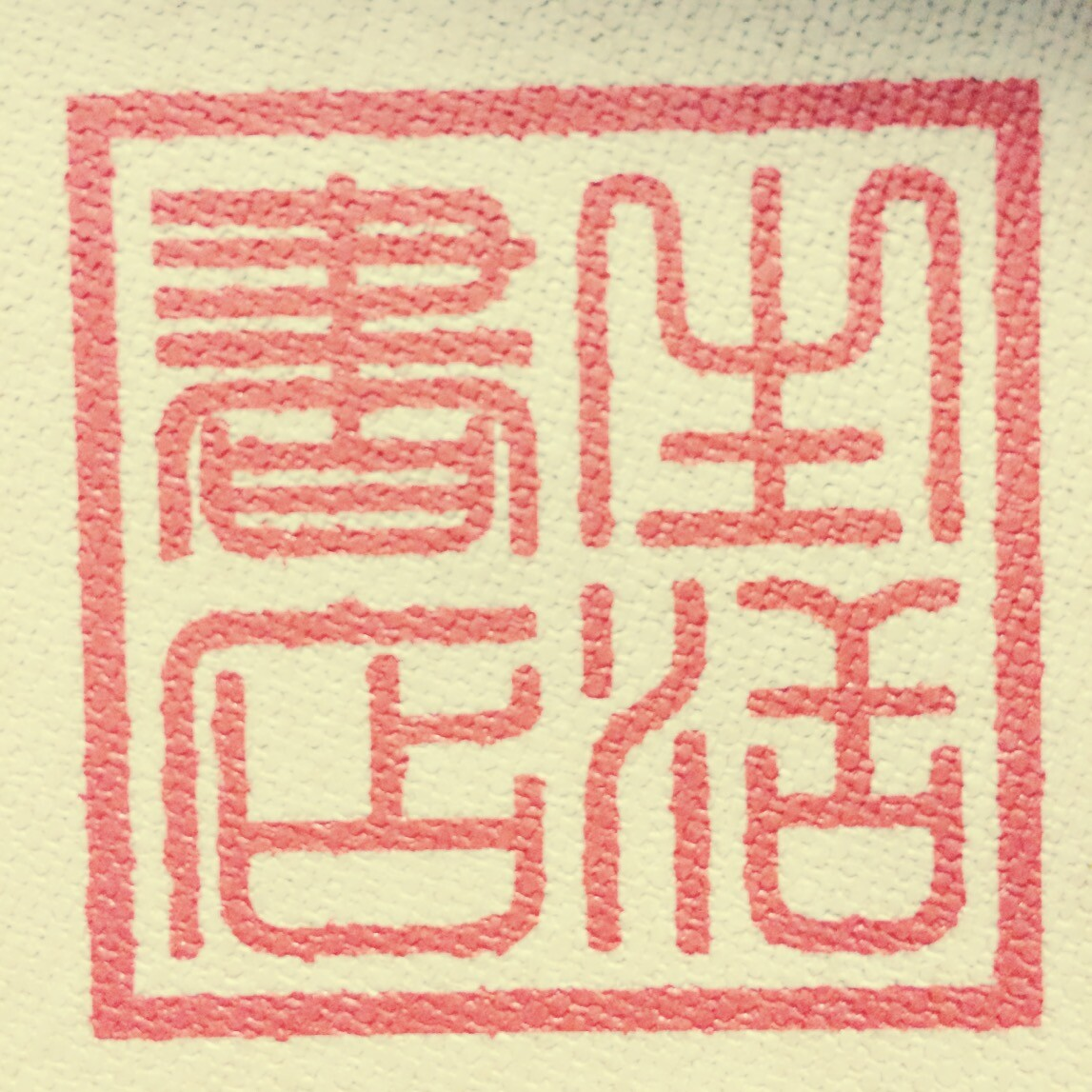
生活书店

## 创始人·邹韬奋

### “曲线就业路线”
邹韬奋原名恩润，出生在一个没落的封建大家庭，小时候的家塾生活使他受到了系统的传统文化教育，而在大学接触的则是西方资产阶级教育。他从小就喜欢语文和历史，对于梁启超文章的入迷和对《新民丛报》的浓厚兴趣也是他后来从事新闻工作的原因之一。大学的时候原本想读新闻，无奈上海南洋公学十分重视工科，邹韬奋只能走“曲线就业路线”：担任很长一段时间的英文秘书和英文教员，直到1926年接编《生活》周刊。
这是他正式从事新闻出版工作的开始，也是加深认识社会、探讨人生道路的开始。他将周刊内容变换为短小精悍的评论，和“有趣味有价值”的材料。周刊将在经济上的收入用于自身事业的扩充和充实，加上职教社的不干涉，使其能够随着韬奋的思想进展而进展。他将其称为令他“干得兴会淋漓，能使全部身心陶醉在里面的事业”。

### “生活”系列
1931年的九一八事变是邹韬奋的思想和他的文化事业的一个很大的转折点。
国民党反动派的不抵抗主义令主张抗敌的爱国人士们感到愤怒，邹韬奋便是其中一人。他开始受到马克思主义的影响，政治觉悟也逐渐提高。一二八淞沪战争时，《生活》周刊不但报道了战况、刊登了鼓舞士气的文章，还开设医院收容伤兵，受到广大读者的响应，一时打破了杂志界的发行纪录。在这段期间，通过《生活》周刊向前线捐款的民众络绎不绝。
生活书店创办于1932年，由社员共同经营，实行民主集中制。邹韬奋担任理事会主席。
邹韬奋曾欲办《生活日报》，向大众募款，民众踊跃入股，短时间内便集到了15万。如此大的影响力和号召力令国民党当局感到震惊和不安，于是《生活日报》不被允许登记，只好喊停。值得一提的是，为了信誉，邹韬奋等不但返还了民众的款项，还将银行利息一并换回，甚至请了会计师将财务情况公开给民众，这样的做法获得了广泛的赞赏。
1933年，邹韬奋参加了由宋庆龄、蔡元培等发起组织的中国民权保障同盟，并成为其中的执行委员。他们致力于营救被非法逮捕的爱国人士，有效地保障了进步人士的权力，引起国民党当局的紧张。总干事杨铨被暗杀的事件迫使邹韬奋开始了第1次的流亡。大部分的时间里他都待在伦敦的图书馆里学习，并且接触了马克思列宁主义和社会科学。此外，他还考察了美、德等西方国家的社会情况，尤其是教育、新闻出版方面。第1次的流亡经历让邹韬奋感受到了资本主义的腐朽和社会主义的优越。
在邹韬奋仍在英国的时候，《生活》周刊被禁。好友杜重远接起重担，创办了《新生》，但是不久后因为一篇《闲话皇帝》“触犯”了日本天皇的权威而被监禁，被称为“新生事件”。这个事件加速了邹韬奋回国的进程。

### 抗日救国活动
回国后邹韬奋创办了《大众生活》，对一二九运动全力声援，举起鲜明的抗日救国旗帜，不久又遭国民党当局停刊，企图将其扼杀。一周后由金仲华等创办的《永生》又遭查禁。国民党当局的高压迫使邹韬奋开始了第2次流亡。在香港，《生活日报》终于创刊，但是落后的印刷技术和交通条件使日报的质量和影响力受到了很大的局限。邹韬奋欲将日报迁往上海，但由于又遭到了国民党的阻挠和破坏，只好作罢，改为出版《生活星期刊》。《生活》周刊和其他的姊妹刊都有各自的特点，顺应了特殊时代的需要。就如邹韬奋所说的那样：“历史既不是重复，供应各时代的特殊需要的精神食粮，当然也不该重复。”
在加入上海文化界救国会后，邹韬奋担任了「全国各界救国联合会」的执行委员。在1936年，救国会的7个领导人被捕，人称“七君子”，韬奋就是其中一人。在狱中的日子里，他们七人阅读写作，韬奋在狱中写出了自传式的书籍《经历》。七人的被捕产生了巨大的社会反响，各界人士为他们积极奔走，中共中央也通电营救。最后，由于西安事变的和平解决，国共开始了第二次的合作，七人终于被释放，七君子之獄。
邹韬奋积极地投身抗日救国活动，1937年，七七事变后，生活书店便发行了《国民》周刊。八一三上海被攻打后，《抗战》三日刊创刊。11月，上海沦陷，生活书店迁至汉口，开设汉口分店。在民众的支持下，生活书店得到了迅速的发展，分店多达五十几处，连新加坡也有了分支店。
抗日初期，邹韬奋曾担任了国民参政员，力争民主自由。但在反共高潮里，邹韬奋本人和书店都受到压迫，但他没有屈服。在皖南事变后，国民党当局对于进步文化事业的摧残进一步加剧，不但查封了书店还诬陷邹韬奋。他愤恨地出走香港，恢复了《大众生活》的办刊，这是他生前最后一次主编的刊物。香港被攻陷后，邹韬奋到了广东的江村老学堂，第一次地深入接触祖国的农村。由于特务的继续缉捕，他去往了苏北抗日民主根据地，在那里经常发表演讲。癌症晚期的邹韬奋被秘密地送回上海就医，并写下未完成的遗作《患难余生记》。去世后，周恩来提议以他为“出版事业模范”，得到了毛泽东的批示，并追认其为党员。

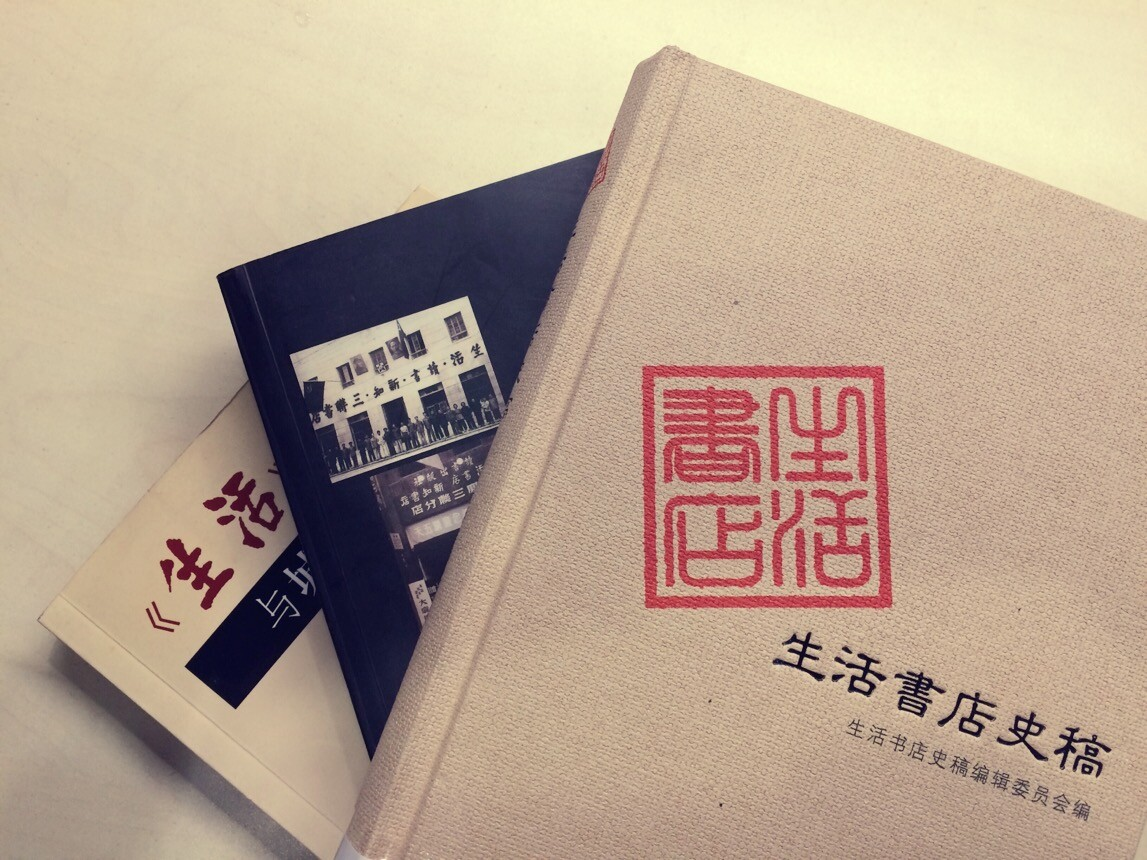
生活书店史稿

## 《生活》周刊与生活书店
邹韬奋所创立的生活书店与《生活》周刊是一脉相承的，不为私人谋利，而是致力于发展进步的文化出版事业，为民族解放、民主政治提供精神食粮。从邹韬奋在办《生活》周刊时所说的一段话中就可见一斑：“我们的确知识以有机会干些有意义的事为快慰，从没有想要从这里面取得什么个人的权利。” 因此要了解生活书店，得从它的起源——《生活》周刊讲起。
黄炎培和蔡元培等人以教育救国为念，在上海创办了中华职业教育社。《生活》周刊原本为职教社的月刊《教育与职业》，致力于传播关于职业教育的消息。创办了一年后由邹韬奋担任编辑。他对周刊的内容和形式进行了革新，使原本枯燥拼凑的内容变得生动晓畅，既要能引起读者的兴趣，也要有价值。由于最开始的条件艰苦，稿费少，邹韬奋“羞于约稿”，只好一人使用多个笔名写不同的稿子。由于《生活》周刊涵盖各类文章，内容丰富可读，文风平易近人，再加上定价低廉，很快就风靡全国，乃至一些比较偏远的省份。1932年，15.5万份的发行量创下当时杂志界发行的最高记录。
随着时代发展和思想进步，《生活》周刊一天天和社会的现实发生密切联系，从对于个人修养问题的关注，逐渐转向对于社会问题和政治问题的研究，变成了“主持正义的舆论机关”，尤其在九一八事变后将重点转向了民族解放。著名记者赵浩生曾说：“当时每一个人都感到《生活》是我们的生活，韬奋是我们的导师”。
《生活》周刊的影响力越来越大，国民党当局感觉如芒在背，刊物随时可能被查封。在胡愈之的建议和协助下，邹韬奋决定创办生活书店。这样一来，即使书和刊物被封，阵地还在。1932年7月，生活书店在上海成立。那是近代中国最黑暗反动的年代，民族危机空前严重，民族矛盾和阶级矛盾交织，生活书店成了进步文化工作者战斗的阵地，教育群众，推动抗日救亡运动的发展。

## 生活书店的创举
生活书店采取的民主集中制的经营管理模式在当时是一个创举。它对内是全体职工利用劳动所得共同投资的文化事业机关，每个人都是主人。胡愈之为书店起草的合作社章程中提到三个原则：经营集体化，管理民主化，盈利归全体。邹韬奋说：“总之这个生产合作社的原则，以社员共同投资，经营出版事业，促进文化生产为宗旨，除用在服务社会事业上的费用外，所得盈利归于全体。这虽不能算是合于理想的办法，但至少已没有谁剥削谁的存在，各人一面为社会服务，同时也为着自己工作。”这样的经营模式使得员工充满了活力和干劲，工作时满怀热情和责任心。在当时艰难的处境中，书店想要生存就要不断革新。邹韬奋鼓励员工们想办法，让集思广益的原则产生群策群力的功效。
邹韬奋最亲密的合作者徐伯昕曾经深有感受的说过：“生活书店的建设和发展靠三方面的力量：著作人、作家的合作支持；读者的信任和爱护；书店本身干部的勤劳和努力。”

### 用人政策
生活书店的用人政策被称作是“人才主义的用人政策”，邹韬奋对于人才的发现和培养，就算置于今天社会中也仍值得探讨和学习。从招考制度上看，员工的录取与之前的学历和资历无关，只看他们的真才实学和政治认识。为了避免亲戚朋友带来的裙带关系，除了部分关键人员是采取聘用的以外，大多数员工都是通过严格的考试被录取的。这样的招考模式在一定程度上保证了员工的质量，为他们遵守办事章程，提供规范服务打下了必要的基础。邹韬奋十分关注对于职工的职业教育和政治认识的提高。员工们的学习兴趣浓厚，生活书店内时常举办读书会和演讲会，有时还会邀请知名人士来演讲。此外，他注意引导员工们的思想情绪，对他们生活的关怀也无微不至，甚至请木匠根据不同员工的身高和近视程度特别裁制桌椅。他自己也言传身教，做事诚恳切实，员工们很快养成了对外热情服务，对内积极参与书店事业建设的作风。

### 与作家的紧密联系
除了用人政策外，书店与作家的紧密联系也是很重要的一点。出版者和作者向来都是唇齿相依的关系，何况当时作者们的固定收入都比较少，书店按时付给他们的稿费，其意义已经超越报酬本身。作者们有的加盟书店作编辑或领导，有的在店外编辑刊物图书，更多是只为书店撰稿但一直保持着良好联系的。但他们都有着共同的革命目标，即将笔杆当刀枪，和反动势力作斗争。生活书店俨然已经成为“新闻出版领域的一座革命文化堡垒”。

### 读者的支持与爱护
生活书店之所以可以成为抗战胜利前存在时间最长，影响力最大的进步文化书店，最重要的原因是读者的支持和爱护。书店经营的指导思想中最突出的一点就是要为群众服务。从书店的宗旨中可见一斑：“努力为社会服务，竭诚谋读者福利。”读者将书店看作自己的家，知识分子将其视作精神家园。邹韬奋向来认为“‘生活’的生命，就是完全大公无我对社会服务的精神组成的”，他用行动证明了服务是生活书店的奠基石。比如书店设立的邮购课，在手续繁琐复杂的旧社会，不但为读者购买书报，还贴心地为他们托买各种生活物品。读者对书店有着极大的信任和爱护。
正是有职工们的努力，作者的支持，读者的爱护，生活书店才能在时代大潮中始终保持正确的方向。邹韬奋杰出的组织才能和管理艺术将生活书店变作一个共同战斗的集体，他十分重视保持书店的独立“店格”，即除了为群众服务外别无他求的精神。

## 生活书店的地位与影响

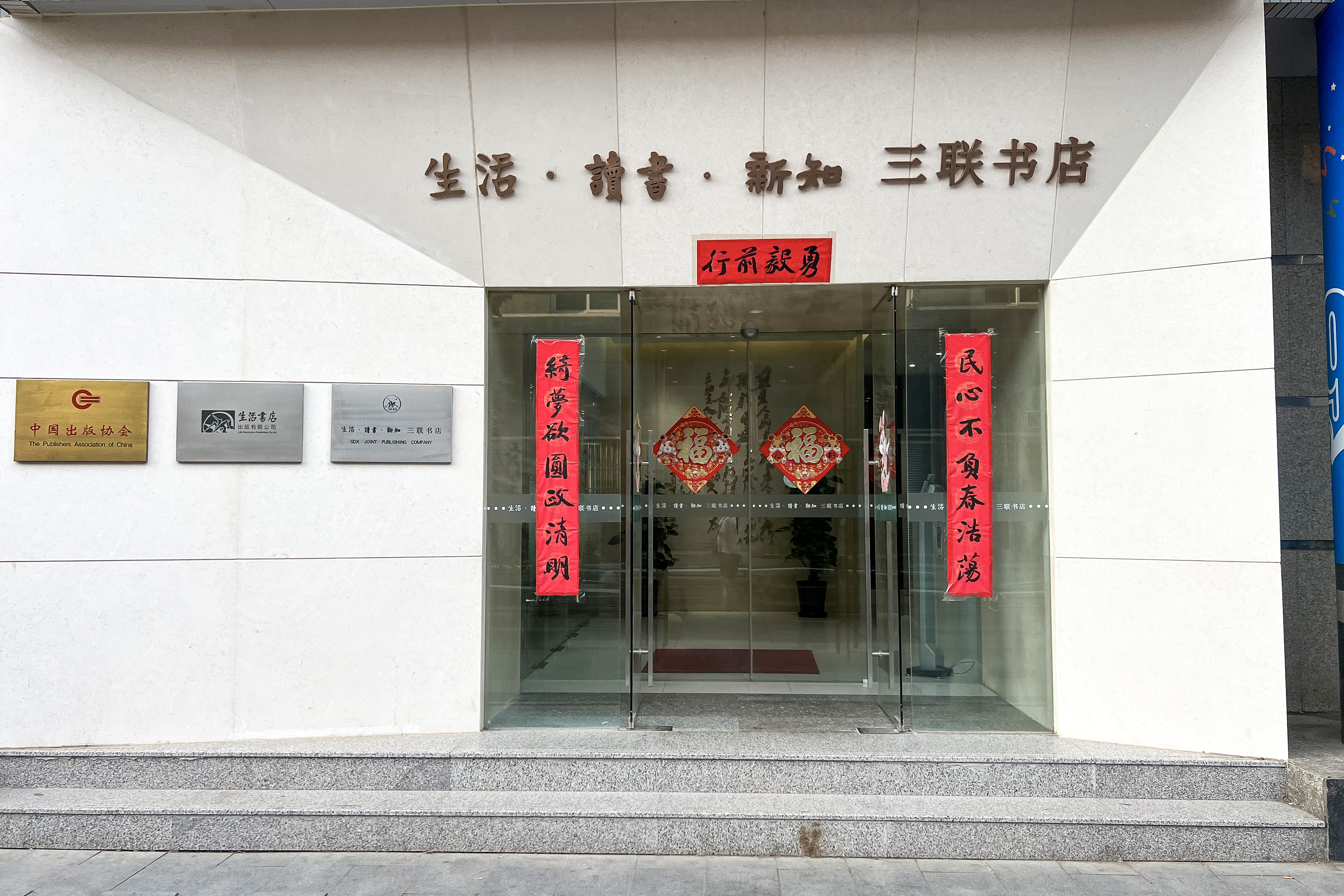
现生活·读书·新知三联书店办公区同时挂有“生活书店出版有限公司”的牌匾

书店在最初并没有什么政党背景，但由于主张抗日救亡，后来才加入到红色出版阵营。为了适应抗日战争爆发后的新形势，生活书店决定将总店迁往当时的政治文化中心：武汉，以便向内地开展抗日文化宣传工作。但是受到战争影响，交通运输十分困难，人员流动性强，和平时期的大量邮购业务难以继续，生活书店便在重要城镇建立分支店。在如此艰难的环境之下，生活书店迅速遍布全国的发行网，堪称是出版界的奇迹。作为一个势力薄弱、全靠营业维持自身生存的文化出版机关来说，在抗战期间仍能引发百万册宣传抗战的小册子，已经尽到最大的努力。
“生活书店不仅是韬奋个人同国民党反动派进行政治斗争、文化斗争的阵地，也是中国革命文化运动的阵地。生活书店的出版物，对于冲破蒋介石政府的文化‘围剿’，提高国统区青年和人民群众的政治觉悟，起了巨大的作用。”在和国民党当局的长期斗争中，书店积累了不少经验，比如换书名、笔名等等将书刊改头换面以成功发行。在战争进入相持阶段后，国民党当局的政策重点由对外转为对内，从积极抗日变为消极抗日、积极反共。进步书报饱受摧残，人员也受到迫害，生活书店的分支店被纷纷查封。到1940年，生活书店只剩6家分店，进入了最艰难的时期。邹韬奋为了保全书店，“奔走呼吁，尽忠竭智，不敢片刻松懈”，甚至以国民参政员的名义给蒋介石写信，虽然封店捕人的行为停止了，但是文化封锁依然没有得到解除。皖南事变后加紧的摧残使韬奋辞去职务，悲愤地离开。但由于生活书店的影响力，它的封闭在民众间引起极大的反感，直至国民党垮台也未被完全消灭。
生活书店存在的时期，救亡运动蓬勃发展，思想文化多元，人们普遍关心国家命运，对于精神食粮的需求剧增。生活书店抓住机遇顺势而生，可以说是迎合了历史的发展。16年4个月的书店生涯里，融入了邹韬奋很多精神理想，他被誉为这一事业的总设计师。在谈及他自己的作用之时，他说：“像我这样苦干了十几年，所以能够得到许多朋友们不顾艰难地共同努力，所以能始终得到许多共同努力的朋友们的信任，最大的原因还是因为我始终未曾为着自己打算，始终未曾梦想着替自己刮一些什么。不但我这样，凡是和我共同努力与文化事业的朋友们都是这样的。”
抗战胜利前夕，中共南方局指示生活、读书、新知三家书店合并，三联书店于1948年诞生。2013年4月，国家新闻出版广电总局批准恢复设立生活书店出版有限公司的申请，简称“生活书店”。三联书店的总经理樊希安表示，恢复后的生活书店将和三联书店采取差异化经营，主要出版大众生活类读书，依然以读者为书店的生命线，“秉承韬奋执着的文化理想和强烈的文化使命感”。